# (4164) Shilov
(4164) Shilov est un astéroïde de la ceinture principale.

## Description
(4164) Shilov est un astéroïde de la ceinture principale. Il fut découvert le 16 octobre 1969 à Nauchnyj par Lioudmila Tchernykh. Il présente une orbite caractérisée par un demi-grand axe de 2,64 UA, une excentricité de 0,15 et une inclinaison de 12,8° par rapport à l'écliptique.

## Compléments